# Henrik Schwarz
Henrik Schwarz (* 31. Mai 1972 in Bergatreute bei Ravensburg) ist ein deutscher DJ und Musiker in der elektronischen Musikszene.

## Leben und Wirken
Schwarz kombinierte in seinen frühen Produktionen Acid Jazz mit Soul und Funk. Ab 1992 hatte er erste Auftritte außerhalb Baden-Württembergs.
Im Jahre 1995 lernte er Juju Christian Treuter kennen und arbeitete daraufhin im Plattenladen Future Jam. Er wurde zum ersten Mal mit Detroit Techno und Chicago House konfrontiert. 1999 absolvierte er ein Grafikdesign-Studium und zog im Jahre 2000 nach Berlin um. Neben seiner Arbeit als Grafikdesigner veröffentlichte er 2003 seine erste Single. Parallel dazu wurde er als Remixer bekannter und war fester Bestandteil bei den Juju-Sessions in Friedrichshafen.
In den Jahren 2002 bis 2019 veröffentlichte Schwarz über zweihundert eigene Stücke und Remixe von Künstlern wie Coldcut, Omar & Stevie Wonder, James Brown, Coldplay, Mary J. Blige, Dennis Ferrer, London Grammar, Mari Boine, Jazzanova, The Jackson Five, DJ Hell, Detroit Experiment, Amadou & Mariam.
2006 produzierte er eine Zusammenstellung für die renommierte DJ-Kicks-Compilation (Studio !K7). Dieser editierte Mix festigte seinen Ruf in der kommerziellen elektronischen Lounge Musikszene. Im Jahr 2007 erschien einer seiner Auftritte als Album unter dem Titel Henrik Schwarz Live. Schwarz spielte nunmehr ausschließlich digital mit einem Powerbook und Midi-Controllern.
Für das 2009 veröffentlichte Mix-Album The Grandfather Paradox und verschiedene Singles arbeitete Schwarz mit den Musikern Âme und Dixon zusammen. Die vier Musiker treten auch unter den Projektnamen Innervisions Orchestra und A Critical Mass auf.
Mit Frank Wiedemann gründete er das Elektronik Improvisations Duo Schwarzmann.
2010 oder 2011 bildete er ein Duo mit dem Jazzpianisten Bugge Wesseltoft, das sich später mit Bassist Dan Berglund (e.s.t.) erweiterte.
Am 14. Juni 2013 wurde das Stück Masse, eine Koproduktion vom Berliner Club Berghain und dem Berliner Staatsballett, für das er gemeinsam mit Marcel Dettmann, Frank Wiedemann, Efdemin und Marcel Fengler die Musik schrieb, in der Halle am Berghain uraufgeführt.
Im gleichen Jahr erschien auch das Album Trialogue mit Henrik Schwarz am Laptop, Bugge Wesseltoft am Piano und Dan Berglund am Bass.
Seit 2012 beschäftigt sich der Musiker mit der Arbeit mit klassischen Orchestern und der Verschmelzung von klassischer und elektronischer Musik.
Ein erstes Ergebnis ist 2015 das Album Instruments das in Tokio mit dem Tokio Secret Orchestra aufgenommen wurde. Erste Konzerte mit Musik für Orchester finden z. B. mit dem Deutschen Kammerorchester in der Philharmonie Berlin, im Concertgebouw Amsterdam, der Tonhalle Zürich und im Tsukiji Honganji Temple in Tokio statt.
2014 erschien bei Defected die Zusammenstellung Henrik Schwarz – House Masters mit gesammelten Stücken und Remixen.
2014 arbeitete er mit dem Maler Norbert Bisky an der Musik zur Installation Zentrifuge für dessen Ausstellung in der Kunsthalle Rostock.
2015 begann die Zusammenarbeit mit dem Metropole Orkest Amsterdam unter der Leitung von Jules Buckley. Schwarz schreibt im Auftrag des Orchesters zehn neue Orchesterstücke, die am 19. Oktober 2016 zur Eröffnung des Amsterdam Dance Event uraufgeführt wurden.
Im Jahr 2018 erschien dazu das Album „Scripted Orkestra“, dirigiert von Jules Buckley.
2015 nahm Schwarz für Decca Records eine von ihm neu bearbeitete Version von Claude Debussys Streichquartett auf. Apple verwendete das Stück für die weltweite Werbekampagne zur Einführung des iPad Pro.
Zur Wiederauflage des Literarischen Quartetts 2015 im ZDF schrieb Schwarz die Titelmusik.
Er veröffentlichte auf Plattenlabels wie Sunday Music, Moodmusic, Motown, Sony, Universal, !K7, Peppermint Jam, Ninjatune, Jazzland, Ostgut Ton, Mule Musiq, Innervisions, Running Back, Defected, BBE, Zeppelin Recordings, Diamond & Pearls, Watergate Records, Strut, uvm.

## Diskographie (Auswahl)

### Alben
- 2005: Henrik Schwarz – Henrik Schwarz Live (Sunday Music)
- 2006: Henrik Schwarz – DJ-Kicks (Studio !K7)
- 2011: Wesseltoft, Schwarz – Duo (Jazzland Recordings)
- 2014: Wesseltoft, Schwarz, Berglund – Trialogue (Jazzland Recordings)
- 2015: Henrik Schwarz – Instruments (Music On Vinyl Classical)
- 2018: Henrik Schwarz & Metropole Orkest – Scripted Orkestra (7K!)

### Singles & EPs
- 2002: Henrik Schwarz – Supravision EP (Moodmusic)
- 2003: Henrik Schwarz – Chicago (Moodmusic)
- 2003: Morten Cargo & At Ease / Henrik Schwarz – Farewell Causality / Jimis (Diamonds & Pearls Music)
- 2003: Henrik Schwarz – Welcome to Sunday Music (Sunday Music)
- 2005: Henrik Schwarz & Juju Christian – Jeff / Feel Good (Zeppelin Recordings)
- 2005: Henrik Schwarz – Leave My Head Alone Brain (Sunday Music)
- 2006: Henrik Schwarz – Imagination Limitation (Studio !K7)
- 2006: Ricardo Villalobos / Henrik Schwarz – Silverbird Casino EP1 (Diamonds & Pearls Music)
- 2006: Henrik Schwarz / Âme / Dixon feat. Derrick L. Carter – Where We At EP (Innervisions)
- 2006: Henrik Schwarz – Leave My Head Alone Brain (Rmxs) (Sunday Music)
- 2007: Henrik Schwarz – Walk Music (Moodmusic)
- 2008: Henrik Schwarz & Amampondo – I Exist Because of You Versions (Innervisions)
- 2008: Henrik Schwarz / Âme / Dixon – D.P.O.M.B. EP (Innervisions)
- 2008: Henrik Schwarz & Kuniyuki Featuring Yoshihiro Tsukahara – The Session (Mule Musiq)
- 2010: Henrik Schwarz / Âme / Dixon – A Critical Mass Live EP (Innervisions)
- 2010: Henrik Schwarz and Kuniyuki – Once Again (Mule Musiq)
- 2013: Henrik Schwarz – Take Words In Return (Watergate Records)
- 2013: Kuniyuki Takahashi Feat. Henrik Schwarz – The Session 2 (Mule Musiq)
- 2014: Henrik Schwarz – Masse Remixes III (Ostgut Ton)
- 2015: Ebo Taylor / Pat Thomas / Henrik Schwarz – Ene Nyame 'A' Mensuro (Strut)
- 2017: Henrik Schwarz – Not Also You (Running Back)